# Dayton (Tennessee)
Pour les articles homonymes, voir Dayton.
Dayton est une ville du Tennessee (comté de Rhea), aux États-Unis.
Sa population était de 6 180 habitants selon le recensement de 2000 (9 000 habitants environ avec la banlieue).
C'est à Dayton, dans la Rhea County Courthouse, que s'est tenu le Procès du singe en 1925 (connu en anglais comme le Scopes trial).